# Platypalpus czwalinai
Platypalpus czwalinai är en tvåvingeart som först beskrevs av Seguy 1942.  Platypalpus czwalinai ingår i släktet Platypalpus och familjen puckeldansflugor. Inga underarter finns listade i Catalogue of Life.